# Ammiraglio ispettore
Il grado di ammiraglio ispettore è un grado dei vari corpi tecnici e logistici della Marina Militare Italiana. corrispettivo di ammiraglio di divisione del Corpo di stato maggiore della Marina Militare.

## Descrizione
Il grado è equivalente al maggior generale delle armi e corpi logistici dell'Esercito italiano, e a quello di generale ispettore dei vari Comandi Logistici dell'Aeronautica Militare.

## Storia
Nel 1938 il "giro di bitta" fu esteso a tutti i Corpi della Regia Marina e dopo la riforma delle denominazioni dei gradi della Marina Militare introdotta con la legge 16 aprile 1973, n° 174, gli ufficiali dei corpi tecnici portano gli stessi gradi degli altri ufficiali del Corpo di stato maggiore della Marina Militare, con l'aggiunta dei suffissi "(AN)", "(GN)", "(MD)", "(CM)", "(CP)".
Come per tutti gli altri corpi tecnici, rimangono diverse le denominazioni dei gradi di ammiraglio ispettore (equivalente ad ammiraglio di divisione), ed ammiraglio ispettore capo (equivalente ad ammiraglio di squadra). Fino alla riforma del 1973 i gradi degli ufficiali tecnici avevano le stesse denominazioni in uso nell'Esercito italiano, quindi l'ammiraglio ispettore (CP) si chiamava tenente generale (CP), e così via per tutti gli altri.
Con il decreto del presidente della Repubblica del 12 febbraio 2013, n. 29 e il decreto legislativo 28 gennaio 2014, n. 8, per la "riduzione delle dotazioni organiche" il grado di ammiraglio ispettore capo è stato abolito per il Corpo sanitario militare marittimo (SAN), per il Corpo di commissariato militare marittimo (CM) e per il Corpo delle capitanerie di porto - Guardia costiera (CP), le funzioni di comandanti dei suddetti Corpi della Marina vengono ora svolte nel grado di ammiraglio ispettore, i quali pur non essendo prevista alcuna promozione al grado superiore, vengono posti gerarchicamente al di sopra degli altri ammiragli ispettori. Il grado di ammiraglio ispettore capo è rimasto riservato inizialmente solo al comandante del Corpo del genio navale e al comandante del Corpo delle armi navali, dopo l'accorpamento dei due Corpi della Marina Militare, è stato ripristinato per il Corpo delle capitanerie di porto - Guardia costiera.

## Fregi
Il distintivo per paramano del grado di ammiraglio ispettore è costituito da un giro di bitta, uno spaghetto e una greca. Il distintivo per controspallina è, invece, costituito da due stellette su controspallina dorata. Il codice di equivalenza NATO è OF-7. Per gli ammiragli ispettori che sono posti al comando di un corpo, il distintivo per paramano è costituito da un giro di bitta, due binari e una greca, dove parte del giro di bitta è bordato di rosso, a significare l'incarico e analogamente il distintivo per controspallina è provvisto di tre stellette, dove una è bordata di rosso.

L'insegna per paramano di ammiraglio ispettore comandante di Corpo
L'insegna per paramano
L'insegna per controspallina di ammiraglio ispettore comandante di Corpo
L'insegna per controspallina
Fregio da berretto rigido per ufficiali della Marina Militare, si noti lo sfondo blu sotto la torre e nell'ovale dell'ancoretta
Bandiera navale